# Dictionary of Scientific Biography
Dictionary of Scientific Biography (с англ. — «Словарь научных биографий») — биографический словарь в 16 томах, публиковавшийся с 1970 по 1980 год издательством Charles Scribner’s Sons. Включает биографии учёных разных областей, стран и исторических периодов.

## Описание
Главный редактор — Чарльз Джиллиспи из Принстонского университета, почти все редакторы — американские учёные, но статьи написаны историками науки из разных стран. Издание финансировано американским Национальным научным фондом и опубликовано под эгидой Американского совета научных обществ.
Статьи устроены следующим образом: сначала кратко описаны ранняя биография и первые достижения учёного, а потом подробно изложен его вклад в науку с критическими замечаниями, из-за чего местами имеются повторения. У большинства статей один автор, но некоторые разделены на части с разным авторством.

## Продолжения
- В 1981 году вышел дополнительный Concise Dictionary of Scientific Biography (с англ. — «Краткий словарь научных биографий»).
- В 1990 году вышли 17 и 18 тома, образующие Supplement II (с англ. — «Дополнение II»).
- В 2007 году вышел New Dictionary of Scientific Biography (с англ. — «Новый словарь научных биографий») по редакцией Норетты Коэртге[англ.], включивший дополнительные 775 статей, в основном об учёных, умерших после 1950 года.
- В 2007 году также вышел электронный Complete Dictionary of Scientific Biography (с англ. — «Полный словарь научных биографий»), включивший оригинальный словарь и последнее дополнение.

## Критика
Бернард Коэн отмечает, что в отдельных случаях оказались не включены некоторые учёные, такие как первый чернокожий астроном Бенджамин Баннекер, но оказались включены люди, имеющие косвенное отношение к науке. Кроме того, он считает, что сделан упор на биографии математиков, астрономов, физиков, химиков, биологов и специалистов по наукам о Земле, но отсутствуют многие психологи.
Жак Барзен замечает, что в словаре излагаются в основном научные достижения и не хватает некоторых заметных деталей из ненаучной биографии учёных, а так что отсутствует указание основного используемого имени у людей с несколькими именами. При этом оба историка отмечают высокое качество биографического словаря.
В 1981 году Американская библиотечная ассоциация наградила словарь Дартмутской медалью, выдаваемой за "выдающиеся качество и важность".